# Heinz Koriath
Heinz Koriath (* 22. Februar 1952 in Nidzica, Polen) ist ein deutscher Rechtswissenschaftler. Er war von 1995 bis 2021 Inhaber des Lehrstuhls für Strafrecht, Strafprozessrecht, Rechtsphilosophie und Rechtstheorie an der Universität des Saarlandes.

## Leben
Koriath siedelte 1961 im Alter von neun Jahren nach Westdeutschland um. Nach seinem Abitur studierte er unter anderem an der Universität Bielefeld und der Georg-August-Universität Göttingen die Fächer Rechtswissenschaften, Mathematik und Philosophie. 1987 promovierte er bei Fritz Loos in Göttingen über Kausalität, Bedingungstheorie und psychische Kausalität und habilitierte sich ebenda im Jahr 1993 mit der Schrift Grundlagen strafrechtlicher Zurechnung. 1995 nahm er einen Ruf an die Universität des Saarlandes an. Er war dort bis zu seiner Emeritierung 2021 Inhaber des Lehrstuhls für Strafrecht, Strafprozessrecht, Rechtsphilosophie und Rechtstheorie und Direktor des Instituts für Wirtschaftsstrafrecht sowie Internationales und Europäisches Strafrecht.

## Forschung und Lehre
Seine Arbeits- und Interessenschwerpunkte liegen im Bereich der Strafrechtsdogmatik und Ethik, namentlich im Gebiet der Rechtsphilosophie und des Rechtspositivismus.

## Veröffentlichungen (Auszug)
- Kausalität, Bedingungstheorie und psychische Kausalität. Schwartz, Göttingen 1988, ISBN 3-509-01452-9.
- Über Beweisverbote im Strafprozess. Lang, Frankfurt am Main 1994, ISBN 3-631-47226-9.
- Grundlagen strafrechtlicher Zurechnung. Duncker & Humblot, Berlin 1994, ISBN 3-428-08055-6.
- Heinrich Spoerl: Der Maulkorb. Eine literarische Variation zur materiellen Wahrheit im Strafprozeß. In: Das Recht und die schönen Künste – Heinz Müller-Dietz zum 65. Geburtstag. Nomos-Verlag, Baden-Baden 1998, ISBN 3-7890-5254-X.
- Einige Gedanken zur Notwehr. In: Grundlagen staatlichen Strafens – Heinz Müller-Dietz zum 70. Geburtstag. Beck-Verlag, München 2001, ISBN 3-406-48202-3.
- Über rechtsfreie Räume in der Strafrechtsdogmatik. In: Jahrbuch für Recht und Ethik 2003. Band 11, Duncker & Humblot, Berlin 2003, ISBN 3-428-14526-7.
- Muss Strafe sein? Nomos-Verlag, Göttingen 2004, ISBN 3-8329-0507-3.
- Gerechtigkeit – Eine Illusion? LIT Verlag, Münster 2004, ISBN 3-8258-6915-6.
- Fahrlässigkeit und Schuld. In: Festschrift für Heike Jung. Nomos-Verlag, Baden-Baden 2007, ISBN 978-3-8329-2537-6.
- Kausalität und objektive Zurechnung. Nomos-Verlag, Baden-Baden 2007, ISBN 978-3-8329-2498-0.
- Grundlagen des Strafrechts, Rechtsphilosophie und die Reform der Juristenausbildung. Universitätsverlag Göttingen, Göttingen 2010, ISBN 978-3-941875-80-7.
- Zum Streit um den Schuldbegriff – Eine Skizze. In: Goltdammer's Archiv für Strafrecht. (GA) 2011, Band 158, Heft 11. Verlag C.F. Müller, Heidelberg 2011, ISSN 0017-1956.
- Rezension zu Julia Maria Erber-Schropp, Schuld und Strafe – Eine strafrechtsphilosophische Untersuchung des Schuldprinzips, Zeitschrift theologie.geschichte, 13. Bd. 2018, universaar Verlag.